# 2. HOL za žene 2003./04.
Druga hrvatska odbojkaška liga za žene za sezonu 2003./04. je predstavljala drugi rang odbojkaškog prvenstva Hrvatske za žene. Ligu su činila trideset i četiri kluba raspoređenih u četiri skupine - Istok, Centar, Zapad i Jug.

## Ljestvice

### Centar
| mj. | klub                           | ut. | pob. | por. | set+ | set- | bod. |
| --- | ------------------------------ | --- | ---- | ---- | ---- | ---- | ---- |
| 1.  | VPŠ (Zagreb)                   | 14  | 13   | 1    | 39   | 10   | 37   |
| 2.  | Mladost (Duga Resa)            | 14  | 12   | 2    | 39   | 11   | 36   |
| 3.  | Bjelovar (Bjelovar)            | 14  | 9    | 5    | 33   | 18   | 27   |
| 4.  | Mladost Lipovac II (Zagreb)    | 14  | 8    | 6    | 26   | 21   | 24   |
| 5.  | Don Bosco (Zagreb)             | 14  | 6    | 8    | 25   | 26   | 20   |
| 6.  | Sisak (Sisak)                  | 14  | 5    | 9    | 17   | 31   | 14   |
| 7.  | Čakovec (Čakovec)              | 14  | 2    | 12   | 7    | 37   | 5    |
| 8.  | Kaštel (Čakovec - Pribislavec) | 14  | 1    | 13   | 7    | 33   | 4    |

### Istok
| mj. | klub                            | ut. | pob. | por. | set+ | set- | bod. |
| --- | ------------------------------- | --- | ---- | ---- | ---- | ---- | ---- |
| 1.  | Donji Miholjac (Donji Miholjac) | 14  | 12   | 2    | 40   | 11   | 37   |
| 2.  | Belišće (Belišće)               | 14  | 11   | 3    | 37   | 16   | 32   |
| 3.  | Retfala (Osijek)                | 14  | 9    | 5    | 30   | 26   | 23   |
| 4.  | Pivovarna Osijek II (Osijek)    | 14  | 7    | 7    | 26   | 26   | 22   |
| 5.  | Čepin (Čepin)                   | 14  | 7    | 7    | 26   | 24   | 21   |
| 6.  | Nova Gradiška (Nova Gradiška)   | 14  | 6    | 8    | 24   | 27   | 20   |
| 7.  | Valpovka (Valpovo)              | 14  | 3    | 11   | 14   | 35   | 8    |
| 8.  | Matija Mesić (Slavonski Brod)   | 14  | 1    | 13   | 8    | 40   | 5    |

### Jug
| mj. | klub                                          | ut. | pob. | por. | set+ | set- | bod. |
| --- | --------------------------------------------- | --- | ---- | ---- | ---- | ---- | ---- |
| 1.  | Zadar (Zadar)                                 | 16  | 14   | 2    | 44   | 12   | 42   |
| 2.  | Marina Kaštela (Kaštel Gomilica)              | 16  | 13   | 3    | 44   | 17   | 39   |
| 3.  | Kaštela Dalmacijacement RMC II (Kaštel Stari) | 16  | 13   | 3    | 39   | 17   | 35   |
| 4.  | Split 1700 II (Split)                         | 16  | 8    | 8    | 33   | 20   | 27   |
| 5.  | Biograd (Biograd na Moru)                     | 16  | 9    | 7    | 33   | 26   | 25   |
| 6.  | Sinj (Sinj)                                   | 16  | 7    | 9    | 28   | 30   | 21   |
| 7.  | Makarska (Makarska)                           | 16  | 6    | 10   | 21   | 34   | 16   |
| 8.  | Šibenik Freeport II (Šibenik)                 | 16  | 2    | 14   | 15   | 44   | 8    |
| 9.  | Mladost 2000 (Knin)                           | 16  | 1    | 15   | 5    | 47   | 2    |

### Zapad
| mj. | klub                       | ut. | pob. | por. | set+ | set- | bod. |
| --- | -------------------------- | --- | ---- | ---- | ---- | ---- | ---- |
| 1.  | Poreč (Poreč)              | 16  | 14   | 2    | 46   | 15   | 42   |
| 2.  | Drenova (Rijeka)           | 16  | 11   | 5    | 38   | 19   | 33   |
| 3.  | Rovinj (Rovinj)            | 16  | 10   | 6    | 34   | 21   | 31   |
| 4.  | Grobničan (Čavle)          | 16  | 10   | 6    | 33   | 27   | 29   |
| 5.  | Marčana (Marčana)          | 16  | 9    | 7    | 32   | 26   | 28   |
| 6.  | Sušak (Rijeka)             | 16  | 6    | 10   | 27   | 36   | 18   |
| 7.  | Veli Vrh (Pula)            | 16  | 5    | 11   | 22   | 37   | 16   |
| 8.  | Rječina (Rijeka - Dražice) | 16  | 4    | 12   | 16   | 41   | 10   |
| 9.  | Tar (Tar)                  | 16  | 3    | 13   | 14   | 42   | 9    |

### Kvalifikacije za 1. ligu
Igrano od 16. do 18. travnja 2004. u Poreču.
| mj. | klub                            | ut. | pob. | por. | set+ | set- | bod. |
| --- | ------------------------------- | --- | ---- | ---- | ---- | ---- | ---- |
| 1.  | VPŠ (Zagreb)                    | 3   | 3    | 0    | 9    | 3    | 8    |
| 2.  | Poreč (Poreč)                   | 3   | 2    | 1    | 8    | 3    | 7    |
| 3.  | Donji Miholjac (Donji Miholjac) | 3   | 1    | 2    | 4    | 6    | 3    |
| 4.  | Zadar (Zadar)                   | 3   | 0    | 3    | 0    | 9    | 0    |

## Unutarnje poveznice
- Prva liga 2003./04.